# Пак Чон Хван
Пак Чон Хван (кор. 박종환, нар. 9 лютого 1938, Хеджу) — південнокорейський футбольний тренер, який, зокрема, протягом п'яти епізодів своєї кар'єри працював з національною збірною Південної Кореї, зокрема на Кубку Азії 1996 року.

## Кар'єра тренера
Перший досвід тренерської роботи здобув 1966 року, очоливши команду Вищої технічної школи Дангук. За десять років, у 1976, очолив свою першу професійну команду — «Сеул Сіті».
1980 року став головним тренером молодіжної збірної Південної Кореї, діями якої керував під час двох розіграшів молодіжного чемпіонату світу (у 1981 і 1983 роках).
У серпні 1983 року вперше очолив тренерський штаб національної збірної Південної Кореї, яка під його керівництвом протягом наступного року провела 12 ігор.
В подальшому ще чотири рази призначався головним тренером національної збірної своєї країни —  керував її діями з листопада 1986 по липень 1988 (11 ігор), з серпня по жовтень 1990 (10 ігор), з квітня по липень 1995 (2 гри), а також протягом 1996 року. В останній свій прихід на тренерський місток національної команди керував її діями на тогорічному Кубку Азії, де корейці впевнено подолали груповий етап, проте вже у чвертьфіналі зазнали нищівної поразки 2:6 від Ірану і таким чином припинили боротьбу.
Паралельно з роботою у збірній протягом 1988–1996 років працював на клубному рівні з командою «Соннам Ільхва Чхонма».
Згодом протягом 1998 року працював у Китаї, де тренував команду клубу «Ухань Хунцзіньлун», а в 2002–2006 роках був головним тренером команди  «Тегу».
Останнім місцем тренерської роботи був добре йому знайомий клуб «Соннам Ільхва Чхонма», головним тренером команди якого Пак Чон Хван був протягом 2014 року.

## Титули і досягнення
Тренер
- Переможець Юнацького (U-19) кубка Азії: 1980, 1982
- Бронзовий призер Азійських ігор: 1990